# Gueorgui Lvov
Pour les articles homonymes, voir Lvov (homonymie).
Le prince Gueorgui Ievguenievitch Lvov ou  Georges Lvoff (en russe : Георгий Евгеньевич Львов, ISO 9 : Georgij Evgen'evič L'vov), né le 10 octobre 1861 à Dresde et mort le 6 mars 1925 à Boulogne, est un homme d'État russe, membre du Parti constitutionnel démocratique, président du gouvernement provisoire de la Russie du 23 mars au 7 juillet 1917.

## Famille
Il est le fils du prince Ievgueni Vladimirovitch Lvov (1831-1878) et de son épouse Varvara Alexeïevna Mosolova (1828-1924). 
En 1901, il épouse Ioulia Alexeïevna Bobrinskaïa (1867-1903), fille du prince Alexeï Pavlovitch Bobrinski et de son épouse Alexandra Alexeïevna Pisareva.

## Biographie

### Jeunesse et début de carrière
Le prince Lvov est né à Dresde, dans une vieille famille noble descendante des princes de Iaroslavl. Peu après sa naissance, ses parents s’installent dans la maison de famille à Popovka, dans la région d’Aleksine, près de Toula. Il est diplômé de l’université de Moscou en droit, puis travaille dans la fonction publique jusqu’en 1893. Il participe et devient alors célèbre à des campagnes d'aide aux paysans lors de la famine de 1891. Il rejoint le Parti constitutionnel démocratique, bien que tenté par les octobristes, c'est un libéral modéré, et la franc-maçonnerie, participant à la création des premières loges maçonniques à Moscou et à Saint-Petersbourg. En 1906, il gagne un siège lors des élections de la première douma. Un poste de ministre lui est proposé en 1905 par le gouvernement Witte, mais il refuse souhaitant observer si le tsar respecte ou non ses promesses - relatives au manifeste d'octobre. Il devient président de l’union « pan-russe » des zemstvos en 1914, puis l'année suivante, chef de l’union des zemstvos et membre du zemgor, un comité mixte de l’union des zemstvos et de l’union des villes qui ont aidé l’approvisionnement des militaires en tentes pour les blessés de la Première Guerre mondiale.

### Pendant et après la révolution
Après la révolution de Février et l’abdication de l'empereur Nicolas II, Lvov devient président du conseil des ministres le 15 mars 1917, car il est le seul à faire consensus au sein des cadets entre la gauche et la droite, puis chef du gouvernement provisoire russe le 23 mars. C'est néanmoins Milioukov qui dirige réellement. Incapable de rassembler suffisamment d’appui, il démissionne en juillet 1917, après avoir fait tirer, ou du moins laissé faire, sur la foule, en faveur de son ministre de la Justice, Alexandre Kerenski. Installé à Tioumen, Lvov est arrêté après la prise de pouvoir par les bolcheviks. Incarcéré à Iekaterinbourg, il parvient à s’échapper et s’établit à Paris puis à Boulogne-Billancourt où il passe le reste de sa vie. En 1919, à Paris, fonctionne un Comité national russe, composé du prince Lvov et de Georges Maklalov (en), fils du prince Nikolaï Maklakov, qui sert d'intermédiaire entre les divers gouvernements et généraux russes qui luttent contre les Bolchevistes et la Conférence de la Paix. Gueorgui Lvov est enterré dans le caveau de la famille Wyrouboff au cimetière russe de Sainte-Geneviève-des-Bois sous le nom de Georges Lvoff.

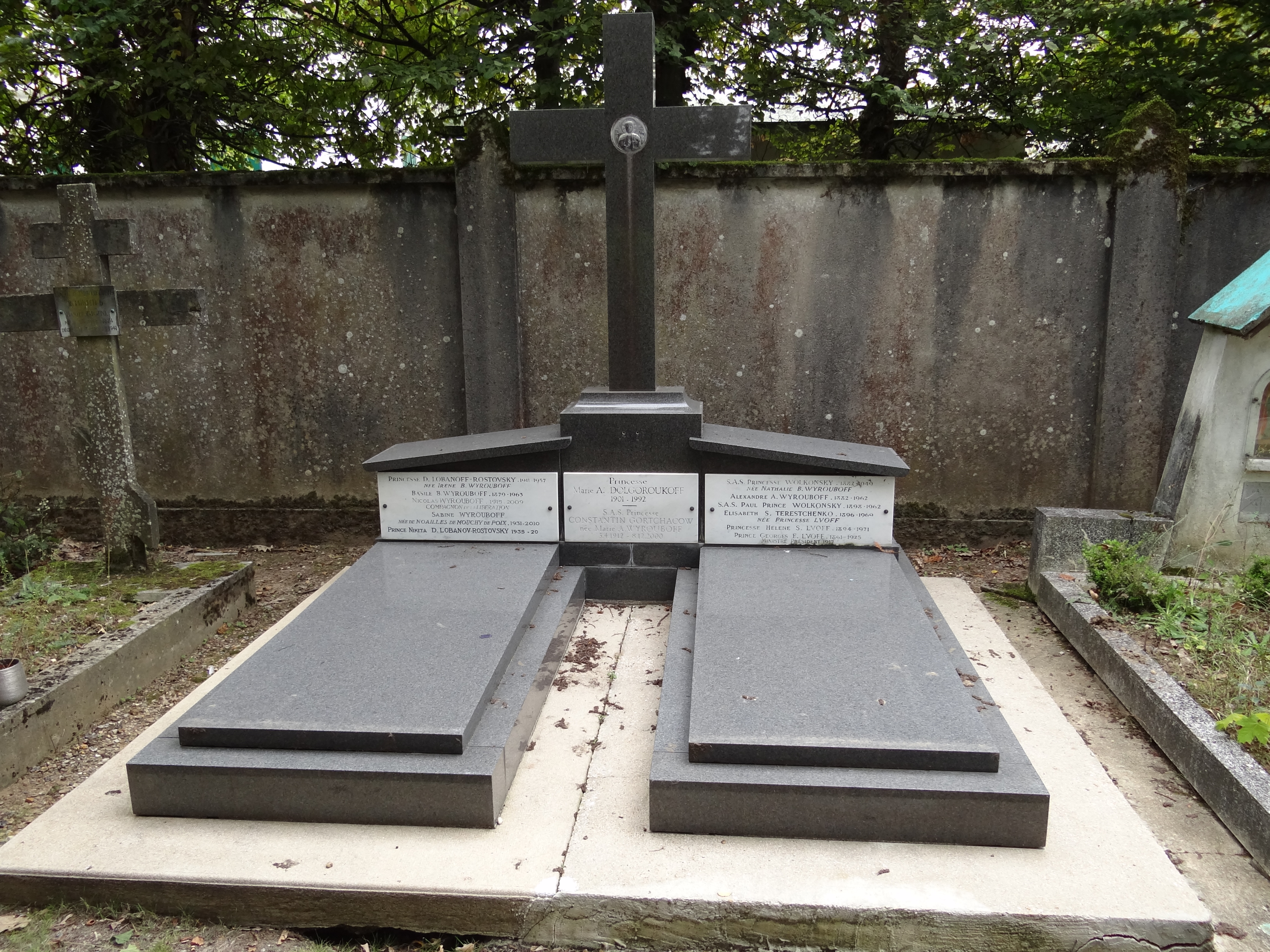
La tombe de Gueorgui Lvov au cimetière russe de Sainte-Geneviève-des-Bois (Essonne).

## Postérité littéraire
Dans « Le Bal au Kremlin », Curzio Malaparte décrit longuement une rencontre (imaginaire car censée se dérouler en 1930 dans les rues de Moscou) avec le Prince Lvov, que la misère conduit à devoir vendre sur les trottoirs un vieux fauteuil Louis-Philippe.